# Tsubasa Kitatsuru
Tsubasa Kitatsuru (北津留 翼, Kitatsuru Tsubasa, Kitakyushu, 26 de abril de 1985) é um ciclista olímpico profissional japonês. Kitatsuru representou seu país nos Jogos Olímpicos de Verão de 2008, em Pequim. Competiu nos eventos Masculino - sprint e Velocidade masculino.